# La Lumière du nord
Pour les articles homonymes, voir Northern Lights.
La Lumière du Nord (The Northern Light) est un roman britannique de A. J. Cronin publié en 1958.

## Résumé
L'affrontement entre un petit journal d'information local face à l'arrivée d'un grand quotidien national.